# Сберкарт
Сберкарт (c 2008 года — ОРПС) — платёжная система, созданная Сбербанком и существовавшая с 1993 по 2012 год. После чего платёжная система Сберкарт вышла из употребления, уступив своё место созданной в 2012 году платёжной системе Про100.

## История
Платёжная система «Сберкарт» была создана Сберегательным Банком России в конце 1993 года и была ориентирована на рынок массовых ежедневных платежей населения. Система была представлена во всех без исключения регионах России. Оператором системы являлось закрытое акционерное общество «Сберкарта». Платёжная система объединяла 22 российских банка.
В 2008 году был проведён ребрендинг, и наименование системы было изменено на Объединённая российская платёжная Система (ОРПС).
20 августа 2010 г. общим собранием акционеров закрытого акционерного общества «Сберкарта» принято решение о его добровольной ликвидации.
20 августа 2012 г. Сбербанк прекращает выпуск и обслуживание банковских карт СБЕРКАРТ — карт с изображением лотоса или фотографией владельца, а также всех банковских карт, на лицевой стороне которых имеется надпись «СБЕРКАРТ».

### Статистика
На 1 января 2010 года:
- Количество микропроцессорных карт Сберкарт составляло около 3,1 млн штук;
- 23,2 тыс. пунктов выдачи наличных денежных средств по картам Сберкарт;
- 21,1 тыс. банкоматов принимают карты Сберкарт;
- 62,4 тыс. терминалов в торгово-сервисных точках и 16,7 тыс. информационно-платёжных терминалов обслуживают операции по картам Сберкарт.

## Особенности

Сберкарт — карта Сбербанка России

Отличительными особенностями системы являлись:
- Использование смарт-карт вместо карт с магнитной полосой.
- Использование двух задаваемых пользователем паролей (для списания и зачисления средств соответственно) вместо одного, задаваемого процессинговым центром, как в подавляющем большинстве международных платёжных систем.

Карты ОРПС «Сберкарт» обслуживались в филиалах Сбербанка, оборудованных электронными терминалами, в банкоматах со стикером «Сберкарт» и торгово-сервисных предприятиях, оборудованных для приёма этого вида банковских карт.
Карты могли быть использованы для получения наличных денежных средств в валюте Российской Федерации, для осуществления расчётов, связанных с хозяйственной деятельностью юридического лица и оплатой расходов, связанных с командированием работников.
В качестве безналичного средства расчётов карты ОРПС «Сберкарт» могли быть использованы для оплаты в валюте Российской Федерации расходов, связанных с хозяйственной деятельностью предприятия, представительских расходов и расходов по командированию сотрудников предприятия.
Зарплатные микропроцессорные карты ОРПС «Сберкарт» предназначались для выдачи прежде всего сотрудникам Сбербанка России, а также для выдачи сотрудникам других предприятий, планирующих производить выплату своим сотрудникам денежных средств (заработной платы, гонораров, стипендий и других доходов) с использованием указанных карт. Однако со временем для этих целей большинство предприятий в Российской Федерации, включая и Сбербанк России, стали чаще использовать пластиковые карты других международных платёжных систем — таких, как VISA и MasterCard.